# ジェフリー・ブライアント
ジェフリー・ブライアント（Jeffrey Bryant, 1946年 - ）は、イギリスのホルン奏者。

## 略歴
イングランド西部のブリストルに生まれる。16歳からホルンを始め、王立音楽院で アイファー・ジェームズに師事する。BBCミッドランド・ライト・オーケストラ、ボーンマス交響楽団、ロンドン・フィルハーモニー管弦楽団、ロンドン交響楽団の首席奏者を経て、1975年から1997年までロイヤル・フィルハーモニー管弦楽団の首席奏者を務める。また1973年からギルドホール音楽演劇学校の教授となり、EUユース管弦楽団、トリニティ音楽院（Trinity College of Music）の教授を兼任している。トーマス・ダウスゴー指揮ロイヤル・フィルハーモニー管弦楽団とのモーツァルト「ホルン協奏曲全集」は高い評価を受ける。